# Berta di Boll
Berta di Boll (1089 circa – 1142 circa) fu contessa di Elchingen.

## Biografia
La sua ascendenza non è chiara. Un tempo si riteneva fosse una figlia del duca Federico I di Svevia e sarebbe stata quindi una zia dell'imperatore Federico Barbarossa, ma l'appartenenza di Berta alla stirpe Staufer posta da Heinz Bühler e non è più accolta dalle ricerche recenti.
Il primo matrimonio di Berta fu con Adalberto di Ravenstein, conte di Elchingen († intorno al 1121). Prima del 1120, sembra che i due abbiano fondato l'abbazia di Elchingen, che si trovava nella valle vicino al Danubio. Sua figlia Liutgarda di Ravenstein (intorno al 1104-† intorno al 1145), contessa di Elchingen, uno dei dodici figli di questo matrimonio, sposò il margravio Corrado di Wettin e la stirpe di questo diede origine ad una serie di duchi, elettori e re di Sassonia.
Nel suo secondo matrimonio, Berta ebbe come consorte il conte Enrico II di Berg (vicino a Schelklingen), che morì prima del 1138. Da vedova, sembra che si trasferì presso l'oggi scomparso castello di Landseer, chiamato anche castello di Landsöhr o castello di Berta (Bertaburg), posto sullo sperone settentrionale di 739 metri del Kornberg, due chilometri a sud-est di Bad Boll.
Sembra che Berta abbia fondato la prepositura menzionata nei documenti nel 1155 come monastero canonico a Boll e l'abbia lasciata in eredità alla diocesi di Costanza, venendo poi sepolta nella chiesa collegiata di San Ciriaco. Inoltre, sembra che abbia elargito il cosiddetto Bertamahl (pasto di Berta), un dono annuale di farina e pane di circa venti kg per ogni famiglia di Boll, motivo per cui fu venerata come santa a Boll fino al XVI secolo.
Nel 2005, in occasione dell'850º anniversario della prima menzione della città in un documento dell'imperatore Federico Barbarossa, la gente di Bad Boll ha preso coscienza che il celebre imperatore ebbe una presunta zia, Berta di Boll. Nello stesso anno venne messa in atto l'opera Frau Berta auf dem Bollen di Claus Anshof  e dal 2010 il 3 ottobre viene celebrato a Bad Boll come il "giorno di Berta" (Berta-Tag). Nel 2010, lo scultore Boller Alois Wild ha scolpito una colonna di Berta, che da allora viene eretta ogni anno durante il Berta-Tag vicino al municipio. Il 3 ottobre 2013, una Stauferstele è stata inaugurata davanti alla chiesa collegiata di San Ciriaco a Bad Boll in memoria di Berta di Boll, in cui è erroneamente segnalata la sua appartenenza alla stirpe Staufer.